# Gnadochaeta solitaria
Gnadochaeta solitaria är en tvåvingeart som först beskrevs av Aldrich 1934.  Gnadochaeta solitaria ingår i släktet Gnadochaeta och familjen parasitflugor. Inga underarter finns listade i Catalogue of Life.